# 고세촌 (오카야마현 아이다군)
고세촌(巨勢村)은 오카야마현 아이다군에 있던 촌이다. 현재의 미마사카시에 해당한다.

## 역사
- 1889년 6월 1일 - 정촌제 시행에 수반해 아이다군 고세촌이 발족하였다.
- 1954년 7월 1일 - 후쿠모토촌의内, 오아자 오타니가 후쿠모토촌에, 오아자 가이타・오아자 시모구라시키가 미마사카정에 편입되었다.

## 교통

### 국도
- 국도 제374호선

## 참고문헌
- 和泉橋警察署 『新旧対照市町村一覧』第2冊（東京 ： 加藤孫次郎、1889（明22））
- 地名編纂委員会 『角川日本地名大辞典33 岡山』（角川学芸出版、1989、ISBN 4040013301）